# José Teixeira da Graça
Monsenhor José Teixeira da Graça (Aracati, 30 de novembro de 1853 — Fortaleza, 24 de julho de 1894), mais conhecido como Padre Graça, foi sacerdote católico, jornalista e político brasileiro. Exerceu a presidência do Poder Legislativo no Ceará em 1886.

## Biografia
Natural da então vila de Aracati, filho do coronel Antônio Pereira da Graça, era sobrinho do Barão de Aracati. Estudou no Seminário de Fortaleza, recebendo ordens em 1876.
Em 16 de março de 1877, o bispo D. Luís Antônio dos Santos instaurou a freguesia de Arronches (Parangaba), sob a invocação do Senhor Bom Jesus dos Aflitos — anteriormente fundada no século XVII por Antônio Filipe Camarão, mas que fora desativada —, e nomeou o jovem padre Graça para seu vigário, o qual lá ficou até 1892. Ali foi notável sua conduta durante a seca de 1877-1879.

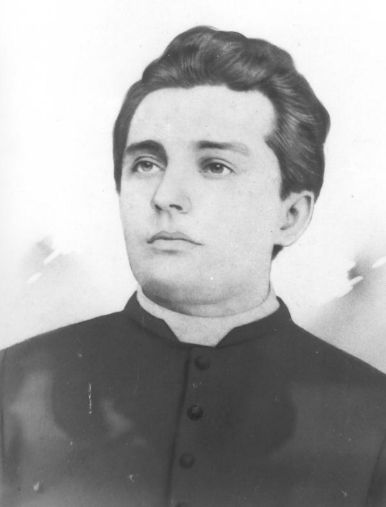
MONSENHOR JOSÉ TEIXEIRA DA GRAÇA

Foi depois removido para a capelania de Passagem das Pedras (Itaiçaba) e posteriormente transferido para o curato da Sé, em Fortaleza, onde soube conquistar verdadeira amizade e admiração do povo. Eleito à Assembleia Provincial do Ceará, foi feito seu presidente, em 1886 e 1887. Presidente da sociedade União do Clero, mereceu de Leão XIII o monsenhorato e o titulo de Camareiro Secreto. Todavia, consultado para aceitar o bispado do Pará, recusou essa honraria.
Como jornalista, foi redator-chefe do jornal "A Verdade", de orientação católica, cujo primeiro número foi impresso em 27 de julho de 1890. Também eram redatores do periódico Júlio César da Fonseca Filho, Paulino Nogueira Borges da Fonseca e Francisco Valdevino Nogueira.
Monsenhor Graça faleceu prematuramente aos 41 anos de idade. Ao seu enterro compareceram mais de cinco mil pessoas acompanhando o seu féretro ao Cemitério São João Batista, onde se ergueu-lhe um mausoléu, fruto de uma campanha de donativos, sendo projeto da autoria do desenhista Martiniano Antônio da Mota. Existe hoje uma rua chamada Padre Graça, no bairro Parque Araxá, em Fortaleza, em sua homenagem.